# La congiura di Cortés
La congiura di Cortés è il terzo romanzo della scrittrice spagnola Matilde Asensi della serie dedicata a Catalina Solis. 

## Trama
Il timido Alonso ha donato a Catalina Solis un occhio d'argento per permetterle di togliere la benda che le copre parte del volto dopo il colpo di sciabola che l'ha resa orba.
Al termine di uno scontro armato su un’isola deserta dei Caraibi solamente Catalina ed un comatoso Alonso sono riusciti a sopravvivere ai feroci uomini di Arias Curvo e Lope de Coa; la bella e ricca giovane indosserà nuovamente i panni da uomo assumendo il nome di Martin Ojo de Plata (occhio d’argento) per intraprendere la sua vendetta.
Solcando i mari con la sua nave pirata Catalina si imbatte in un complotto contro la Spagna, le grandi ricchezze di Montezuma mai ritrovate, potrebbero essere recuperate per armare le colonie contro i reali spagnoli.

## Edizioni
- Matilde Asensi, La congiura di Cortés, Rizzoli, 2012,  p. 387, ISBN 9788817061940.